# Tête du Torraz
La tête du Torraz est une montagne de France située en Savoie, dans la chaîne des Aravis. Elle comporte plusieurs antécimes : la tête du Petit Torraz, le signal du Sac et le Gâteau.

## Géographie
Culminant à 1 930 mètres d'altitude, elle se présente sous la forme d'une montagne en étoile, envoyant plusieurs crêtes qui forme des antécimes : la tête du Petit Torraz à l'est qui se prolonge pour arriver au Christomet, une vers le hameau du Plan au nord, une vers le village de la Giettaz à l'ouest et une dernière au sud dont l'extrémité forme le signal du Sac et le Gâteau au-dessus du val d'Arly et des villages de Flumet et de Praz-sur-Arly. À ses pieds au nord et à l'ouest coule l'Arrondine et au sud l'Arly. Son flanc Nord forme le domaine skiable de la Giettaz avec trois téléskis et un télésiège qui arrive au sommet, connecté à celui de Megève et de Combloux par la crête qui la relie au Christomet à l'est.

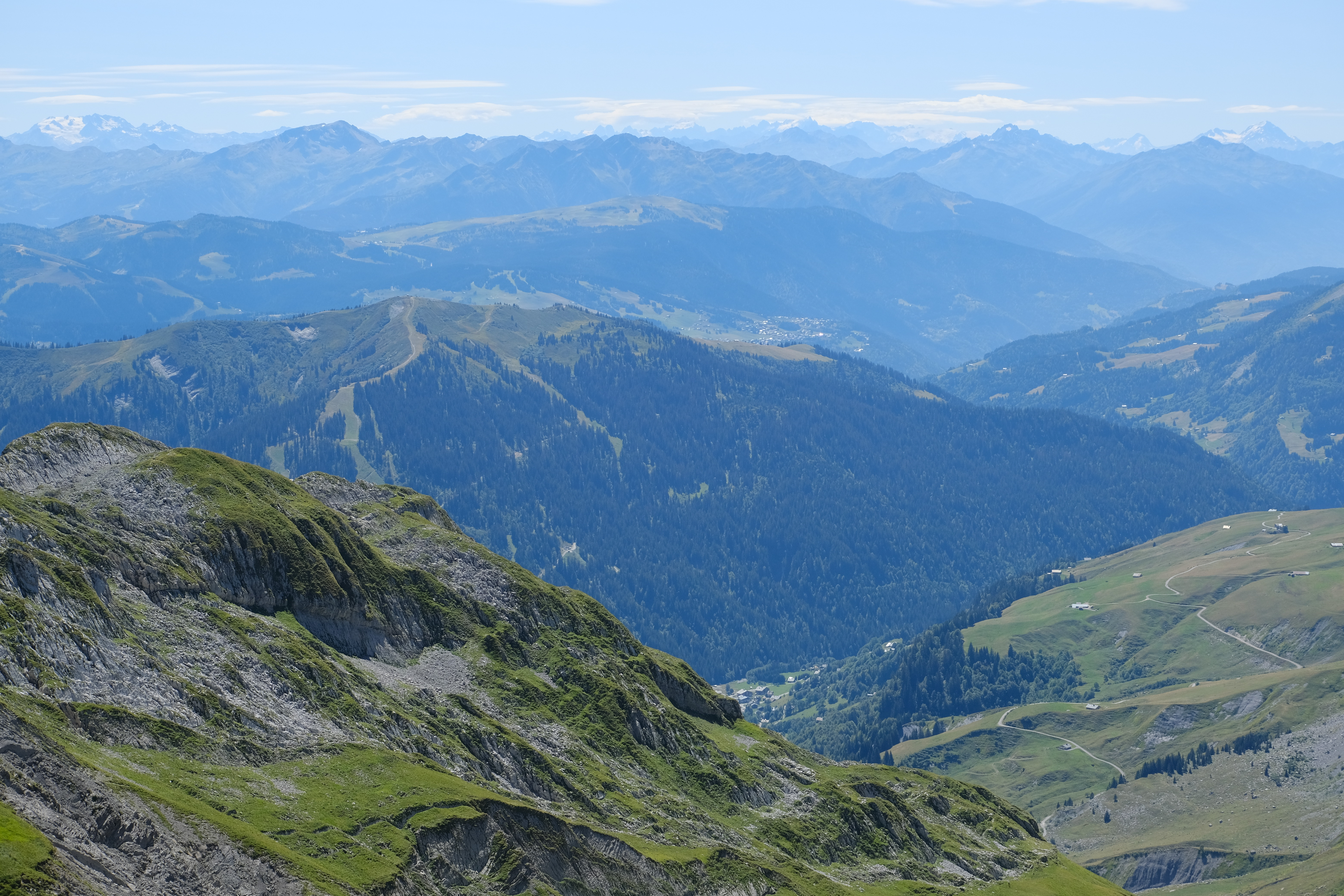
La tête du Torraz (second plan sur la gauche) depuis le passage de la Grande Forclaz au nord.

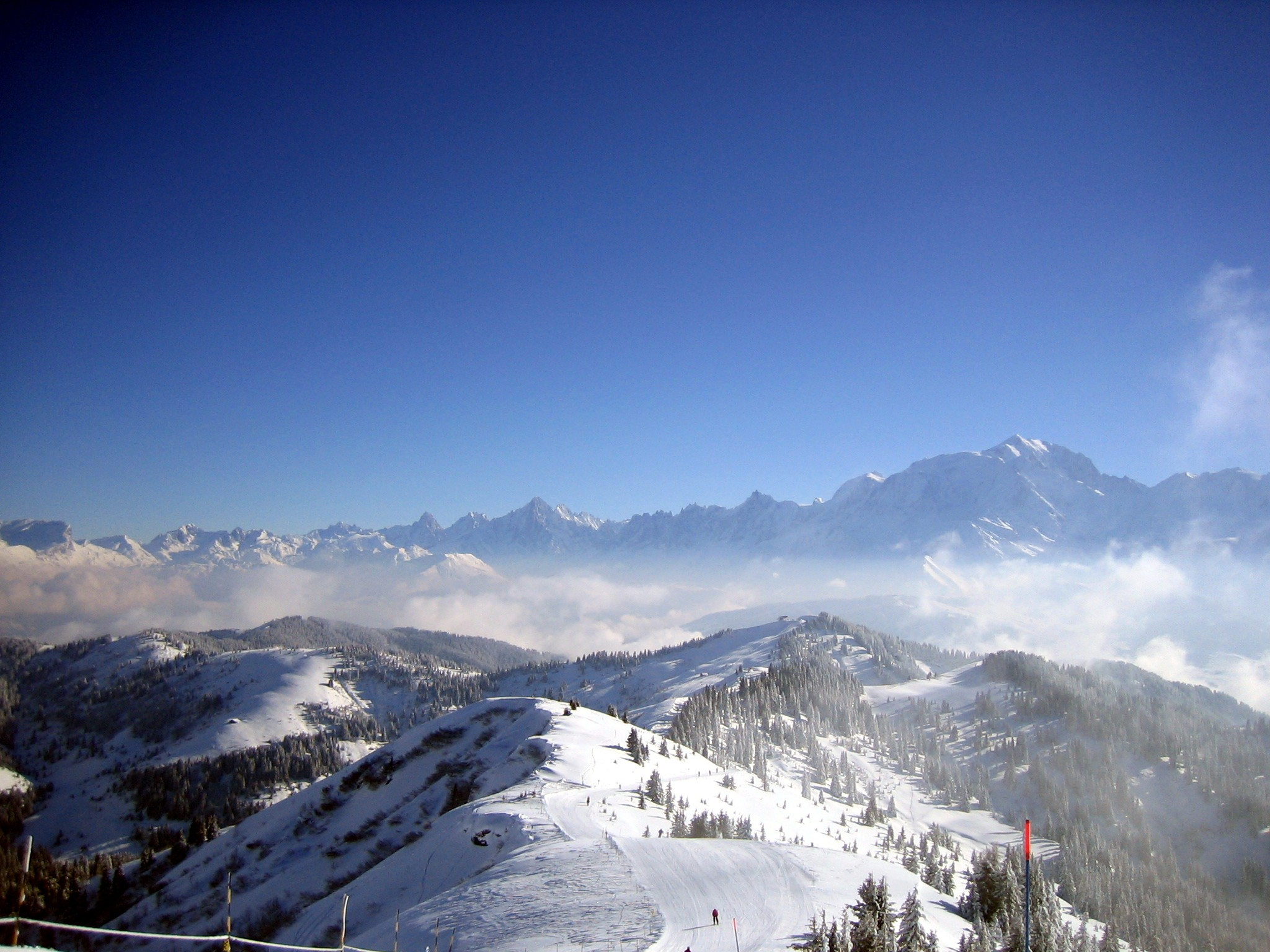
Vue hivernale depuis la tête du Torraz en direction de l'est avec la crête menant au Christomet (au second plan à droite) et plus loin au sommet des Salles (au troisième plan sur la gauche) avec en toile de fond le massif du Mont-Blanc (sur la droite) et des aiguilles Rouges (sur la gauche).